# Nicolai Paslar
Nicolai Paslar (în bulgară Николай Паслар; n. 12 iunie 1980, Taraclia, URSS) este un luptător bulgar originar din Republica Moldova. A obținut patru titluri europene (1 de aur și 3 de bronz) în competițiile din anii 2000, 2001, 2002 și 2005, precum și o medalie de argint (2001) și una de bronz (2003) la Campionatele Mondiale. A reprezentat Bulgaria la Jocurile Olimpice de vară din 2004.  

## Legături externe
- Profil la sports-reference.com
- Profil la International Wrestling Database
- Rezultate sportive